# 小行星5033
小行星5033（英語：5033 Mistral）是一颗围绕太阳公转的小行星。1990年8月15日，艾瑞克·怀特·埃尔斯特在上普罗旺斯发现了此天体。
这颗小行星的绝对星等为143.1077654316197等。